# دین‌های هندی

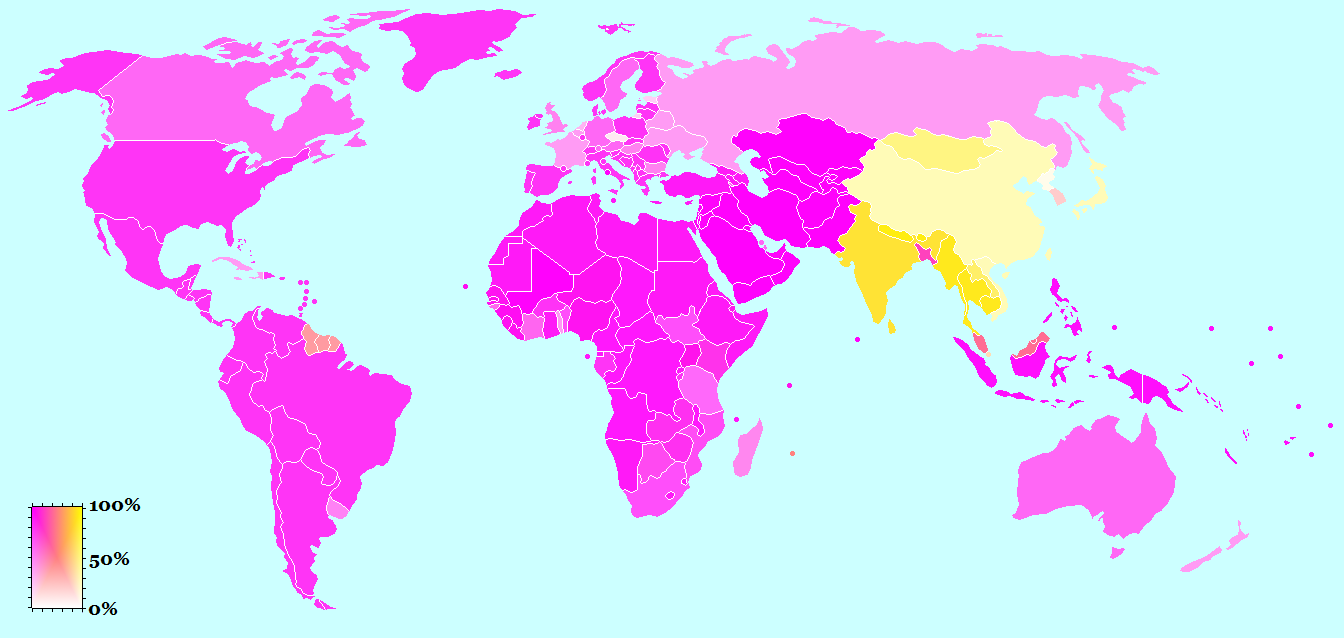
دین‌های هندی
دین‌های ابراهیمی

دین‌های هندی یا دین‌های دارمایی (به انگلیسی: Indian religions) به خانواده‌ای از دین‌ها گفته می‌شود که از شبه‌قاره هند سرچشمه گرفته‌اند. دین‌های هندی عبارت‌اند از هندوئیسم، بودئیسم، سیکیسم و جِینیسم. دین‌های هندی یکی از سه گروه بزرگ از دین‌های جهان هستند. دو گروه دیگر عبارتند از: دین‌های ابراهیمی و دین‌های تائویی.
مفهوم دارما (آئین طبیعی، خویشکار) در دین‌های دارمایی نقش اساسی را دارد.